# Venom (álbum de Bullet for My Valentine)
Venom es el quinto álbum de estudio de la banda británica de metalcore, Bullet for My Valentine, el cual salió a la venta el 14 de agosto de 2015. Es el primer álbum de la banda desde la salida del bajista Jason James, la cual fue anunciada en febrero de 2015 durante la grabación del disco. Y este es el último álbum con el baterista original Michael "Moose" Thomas, quien fue despedido de la banda en 2017.
El primer sencillo del álbum fue «Raising Hell», lanzado el 18 de noviembre de 2013 a través de la BBC Radio 1. Nueve días después, la banda publicaría el vídeo oficial del mismo a través de su canal secundario de YouTube.
El 1 de febrero de 2015, a través de las redes sociales, comunicaron el inicio de la grabación del álbum. El 9 del mismo mes, se hizo pública la salida de Jason James, bajista de la banda.
El 18 de mayo de 2015, se publicó el segundo sencillo, «No Way Out». El mismo día se dieron a conocer el título del álbum, su fecha de lanzamiento, y al nuevo miembro de la banda, Jamie Mathias, en reemplazo de James.
El tercer y cuarto sencillo, «You Want A Battle? (Here's A War)» y «Army of Noise», fueron publicados el 24 de junio y el 17 de julio, respectivamente.
El 10 de agosto de 2015 fue lanzado su quinto sencillo, «Playing God», el cual que hace parte de la versión Deluxe del álbum.

## Lista de canciones
La duración de cada canción aparece detallada en la versión japonesa para preordenar en iTunes

| Edición estándar |                                               |          |  |
| N.º              | Título                                        | Duración |  |
| 1.               | «V»                                           | 1:26     |  |
| 2.               | «No Way Out»                                  | 3:53     |  |
| 3.               | «Army of Noise»                               | 4:18     |  |
| 4.               | «Worthless»                                   | 3:18     |  |
| 5.               | «You Want A Battle? (Here's A War)»           | 4:14     |  |
| 6.               | «Broken»                                      | 3:39     |  |
| 7.               | «Venom»                                       | 3.54     |  |
| 8.               | «The Harder The Heart (The Harder It Breaks)» | 4:00     |  |
| 9.               | «Skin»                                        | 3:59     |  |
| 10.              | «Hell or High Water»                          | 4:36     |  |
| 11.              | «Pariah»                                      | 3:46     |  |
| 41:03            |                                               |          |  |

| Deluxe Edition |                                   |          |  |
| N.º            | Título                            | Duración |  |
| 12.            | «Playing God»                     | 3:52     |  |
| 13.            | «Run For Your Life»               | 3:34     |  |
| 14.            | «In Loving Memory (Demo Version)» | 4:02     |  |
| 15.            | «Raising Hell»                    | 4:35     |  |
| 57:06          |                                   |          |  |

| Japanese Bonus Tracks |                                  |          |  |
| N.º                   | Título                           | Duración |  |
| 16.                   | «Live Medley" - "Riot»           | 5:10     |  |
| 17.                   | «4 Words (To Choke Upon)» (Live) | 3:57     |  |
| 18.                   | «Raising Hell» (Live)            | 4:38     |  |
| 70:51                 |                                  |          |  |

## Formación
- Matthew "Matt" Tuck - (voz, guitarra rítmica, bajo)
- Michael "Padge" Paget - (guitarra líder, coros)
- Michael Thomas (músico) - (batería)
- Jamie Mathias - (bajo, segunda voz)
- Jason James - (bajo en «Raising Hell»)